# Uras
Uras é uma comuna italiana da região da Sardenha, província de Oristano, com cerca de 3.106 habitantes. Estende-se por uma área de 39 km², tendo uma densidade populacional de 80 hab/km². Faz fronteira com Marrubiu, Masullas, Mogoro, Morgongiori, San Nicolò d'Arcidano, Terralba.